# 78e Meijin (shogi) 2019-2020
«Édition précédente (77)
78e Meijin
Édition suivante (79)»
Le 78e Meijin de shōgi (第78期名人戦) est une compétition qui est organisée au Japon de juin 2019 à avril 2020 comptant pour la saison 2019-20.

## Meijinsen Nana-ban Shobu
第78期名人戦 豊島将之 - 渡辺 明
Le championnat Meijin a opposé dans un match en sept parties le tenant du titre Masayuki Toyoshima au challenger Akira Watanabe vainqueur de la classe A de la ligue Junnisen.
Akira Watanabe s'impose 4-2 et deviens pour la premiere fois Meijin c'est son 26 eme titre majeur
| Partie                                  | Date  | Sente              | Sente    | Né en | Gote               | Gote     | Né en | Toyoshima | Watanabe | Lieu            |
| --------------------------------------- | ----- | ------------------ | -------- | ----- | ------------------ | -------- | ----- | --------- | -------- | --------------- |
| 1                                       | 10/06 | Masayuki Toyoshima | 豊島将之 | 1990  | Akira Watanabe     | 渡辺 明  | 1984  | 0         | 1        | Toba            |
| 2                                       | 18/06 | Akira Watanabe     | 渡辺 明  | 1984  | Masayuki Toyoshima | 豊島将之 | 1990  | 1         | 1        | Tendo           |
| 3                                       | 25/06 | Masayuki Toyoshima | 豊島将之 | 1990  | Akira Watanabe     | 渡辺 明  | 1984  | 2         | 1        | Tokyo - Shibuya |
| 4                                       | 27/07 | Akira Watanabe     | 渡辺 明  | 1984  | Masayuki Toyoshima | 豊島将之 | 1990  | 2         | 2        | Tokyo - Bunkyo  |
| 5                                       | 07/08 | Masayuki Toyoshima | 豊島将之 | 1990  | Akira Watanabe     | 渡辺 明  | 1984  | 2         | 3        | Tokyo - Shibuya |
| 6                                       | 14/08 | Akira Watanabe     | 渡辺 明  | 1984  | Masayuki Toyoshima | 豊島将之 | 1990  | 2         | 4        | Osaka           |
| 7                                       |       |                    |          |       |                    |          |       |           |          |                 |
| Masayuki Toyoshima - Akira Watanabe 2-4 |       |                    |          |       |                    |          |       |           |          |                 |

## A-kyū jun'i-sen
À l'issue des neuf rondes de la saison régulière,Akira Watanabe remporte la ligue A invaincu terminant avec 4  points d'avance sur ses second et devient ainsi le challenger officiel de Masayuki Toyoshima  Meijin.
Akihito Hirose est second (5 victoires 4 défaites).
Yasumitsu Sato est troisième (5 victoires 4 défaites).
Kazuki Kimura (4 victoires 5 defaites) et Toshiaki Kubo (2 victoires 7 defaites)  sont relégués en classe B1.
| Kishi | Kishi           | Kishi    | Né en | 1 | 2 | 3 | 4 | 5 | 6 | 7 | 8 | 9 | 10 | vic | def | #  |  |
| ----- | --------------- | -------- | ----- | - | - | - | - | - | - | - | - | - | -- | --- | --- | -- |  |
| 1     | Akire Watanabe  | 渡辺 明  | 1983  |   |   |   |   |   |   |   |   |   |    | 9   | 0   | 9  |  |
| 2     | Akihito Hirose  | 広瀬章人 | 1987  |   |   |   |   |   |   |   |   |   |    | 5   | 4   | 3  |  |
| 3     | Yasumitsu Sato  | 佐藤康光 | 1969  |   |   |   |   |   |   |   |   |   |    | 5   | 4   | 5  |  |
| 4     | Amahiko Sato    | 佐藤天彦 | 1988  |   |   |   |   |   |   |   |   |   |    | 4   | 5   | 1  |  |
| 5     | Yoshiharu Habu  | 羽生善治 | 1970  |   |   |   |   |   |   |   |   |   |    | 4   | 5   | 2  |  |
| 6     | Tetsuro Itodani | 糸谷哲郎 | 1988  |   |   |   |   |   |   |   |   |   |    | 4   | 5   | 4  |  |
| 7     | Hiroyuki Miura  | 三浦弘行 | 1974  |   |   |   |   |   |   |   |   |   |    | 4   | 5   | 7  |  |
| 8     | Akira Inaba     | 稲葉陽   | 1988  |   |   |   |   |   |   |   |   |   |    | 4   | 5   | 8  |  |
| 9     | Kazuki Kimura   | 木村一基 | 1973  |   |   |   |   |   |   |   |   |   |    | 4   | 5   | 10 |  |
| 10    | Toshiaki Kubo   | 久保利明 | 1975  |   |   |   |   |   |   |   |   |   |    | 2   | 7   | 6  |  |